# Rihard Jakopič
Rihard Jakopič (Liubliana, 12 de abril de 1869 - ibidem, 21 de abril de 1943) fue un pintor, mecenas y teórico del arte esloveno. 
Se le considera una figura central de las artes visuales eslovenas de la primera mitad del siglo XX, y pionero del impresionismo esloveno, junto con sus contemporáneos Ivan Grohar, Matej Sternen y Matija Jama. En 1900 fue coorganizador de la primera exposición de arte esloveno, y tres años más tarde cofundó la asociación artística "Sava". Se dedicó principalmente a la pintura de paisajes campestres, retratos y naturalezas muertas.

## Biografía
Rihard nació en Liubliana, ciudad que en aquel entonces formaba parte del Imperio Austrohúngaro, fruto del matrimonio entre Franc Jakopič, un próspero comerciante de productos agrícolas, y Neža Dolžan. Era el menor de ocho hermanos.
En 1887, tras terminar sus estudios secundarios, aprobó el examen de ingreso a la Academia de Bellas Artes de Viena y comenzó allí sus estudios de pintura con Franz Rumpler. Tuvo que regresar a su hogar durante un breve periodo por motivos de salud, pero reanudó sus estudios en otoño de 1888. En 1889 se matriculó en la Academia de Bellas Artes de Múnich, y en 1890 fue a estudiar a la escuela de Anton Ažbe de la misma ciudad. A principios de 1900 se instaló temporalmente en Liubliana, donde participó en la fundación de la Sociedad Eslovena de Arte (Slovensko umetniško društvo, SUD), de la que fue secretario durante un tiempo.

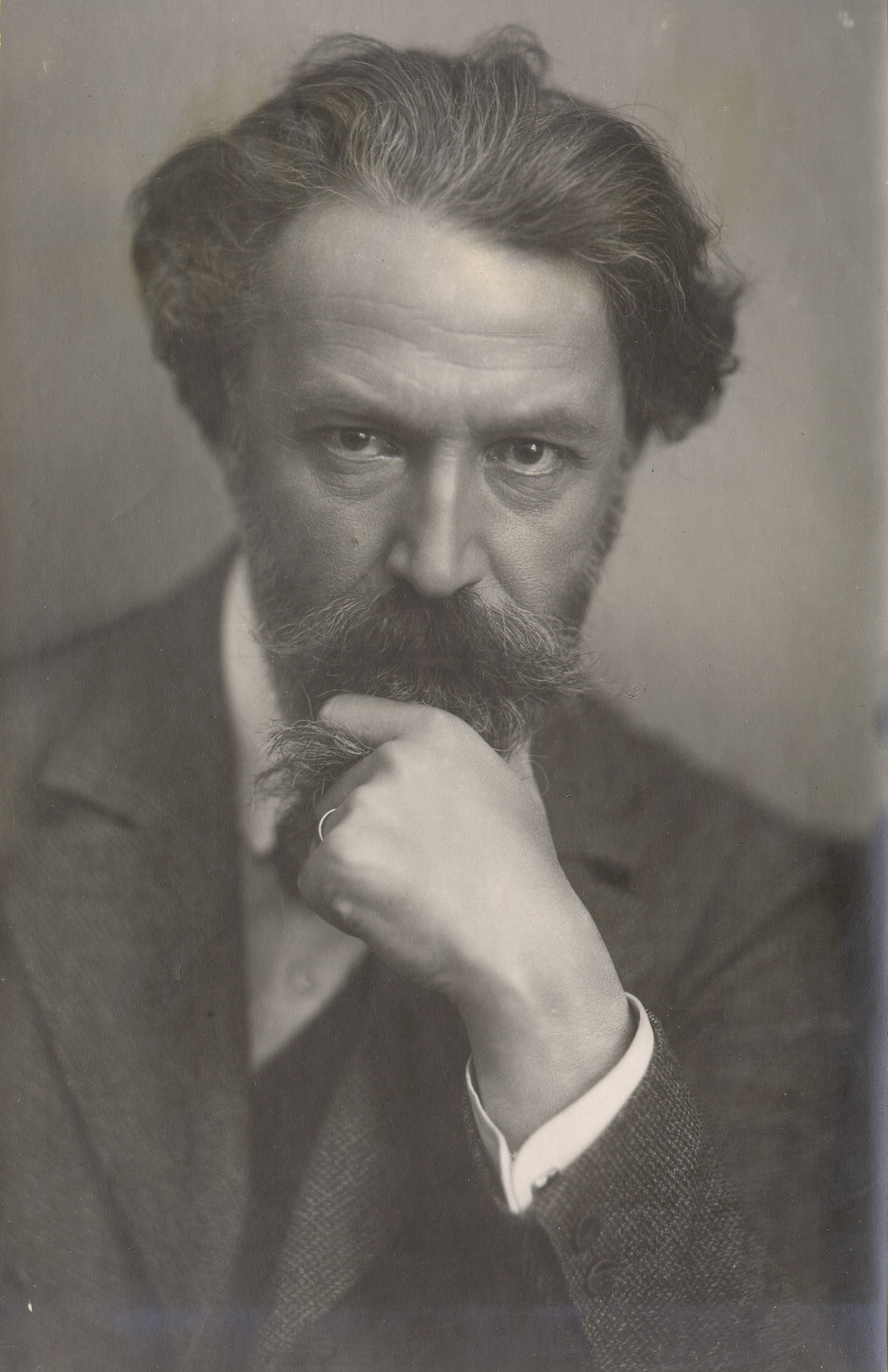
Retrato de Jakopič por el fotógrafo Fran Vesel (c. 1905-1910).

En 1902 se instaló en Škofja Loka. En otoño de 1903 cursó un semestre en la Academia de Bellas Artes de Praga con Vojtěch Hynais. A su regreso se incorporó a la organización de los preparativos para la exposición de impresionistas eslovenos que se celebraría en la Galería Miethke de Viena en 1904. Aquel mismo año se casó con Ana Czerny y siguió pintando en Škofja Loka, junto con Ivan Grohar y Matej Sternen.
Se instaló definitivamente en Liubliana en 1907 y fundó la primera escuela de pintura de Eslovenia con Matej Sternen, que dirigió hasta 1914. En 1909 construyó en el parque Tivoli un espacio para exposiciones, el Pabellón Jakopič, basado en los planos de Max Fabiani. Este pabellón fue demolido en 1961, a pesar de las enérgicas protestas, con motivo de la construcción de la línea ferroviaria Liubliana-Sežana.

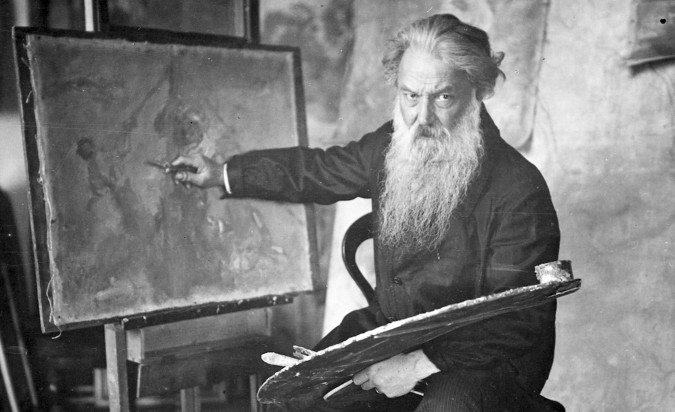
Rihard Jakopič en su taller, retratado por Fran Krašovec (1927)

Cuando se fundó Yugoslavia tras la Primera Guerra Mundial, Jakopič se implicó activamente en los debates sobre cómo debía ser el nuevo Estado y sobre el futuro de Eslovenia. Era partidario del escritor Izidor Cankar, que creía que Eslovenia debía preservar su independencia cultural y luchar contra la asimilación dentro de la nueva Yugoslavia.
Rihard Jakopič fue uno de los primeros miembros de la Academia Eslovena de Ciencias y Artes, fundada en 1938.
Falleció en Liubliana el 21 de abril de 1943 tras una larga y grave enfermedad. Fue velado en su domicilio, situado en el número 2 de la Plaza Nueva (Novi trg) y enterrado en el cementerio de la Santa Cruz (actual cementerio de Žale) el 23 de abril de 1943, tras una ceremonia que tuvo lugar en la capilla de San José.

## Estilo
Las primeras obras de Rihard Jakopič son de estilo intimista, fruto de sus contactos en Múnich con las obras de artistas realistas y simbolistas. Utilizaba una técnica impresionista para representar la luz y la atmósfera. El uso del contraluz es uno de los elementos distintivos de su estilo.
Hasta 1906 se dedicó principalmente a pintar paisajes impresionistas de la naturaleza en la zona de Škofja Loka. A partir de 1907 comienza a diseñar también grandes composiciones monumentales en las que pone el acento en el contenido narrativo, sensual o conceptual, pero se mantiene fiel al estilo impresionista en el sentido de que pinta la percepción real o virtual tal y como se vería en la realidad. Tras la Primera Guerra Mundial, su obra evolucionó hacia un estilo más expresionista en el que se aparta de la representación de lo que se ve para mostrar más los propios sentimientos e interpretación del artista mediante el uso de colores poco naturales que pretenden expresar el carácter espiritual de lo pintado.

## Homenajes
En 1965 se dio su nombre a una escuela primaria del distrito liublianés de Šiška. Desde 1969 se concede anualmente el Premio Jakopič, el más alto galardón esloveno en el ámbito de las bellas artes. En 1972 se erigió una estatua de Jakopič, obra de Bojan Kunaver, en el lugar donde se encontraba originalmente el pabellón. También en su memoria, el eje principal del parque Tivoli recibió el nombre de Paseo Jakopič. En 1979 se inauguró una nueva Galería Jakopič (Galerija Jakopič) en la Avenida de Eslovenia (Slovenska cesta) de Liubliana. Tras la independencia de Eslovenia de Yugoslavia, su retrato, ilustrado por Rudi Španzel, apareció en el billete de 100 tólares eslovenos, que estuvo en curso desde octubre de 1991 hasta la introducción del euro en enero de 2007.

## Obras (selección)
- Sončni breg ("Colina soleada", 1903), Galería Nacional de Liubliana
- Breze v jeseni ("Abedules en otoño", 1903), Galería Nacional de Liubliana
- Kamnitnik v snegu ("Kamnitnik bajo la nieve", 1903), Galería Nacional de Liubliana
- Zima ("Invierno", 1904), Galería Nacional de Liubliana
- Pri svetilki ("Junto a la lámpara", 1904), Galería Nacional de Liubliana
- Študija sonca ("Estudio del sol", 1905), Galería Nacional de Liubliana
- Križanke (1909), Galería Nacional de Liubliana
- Spomini ("Recuerdos", 1912), Galería Nacional de Liubliana
- Zeleni pajčolan ("El velo verde", 1915), Galería Nacional de Liubliana
- Večer na Savi ("Tarde en el Sava", 1926), Galería Nacional de Liubliana
- Slepec ("El ciego", 1926), Galería de Arte Moderno de Liubliana

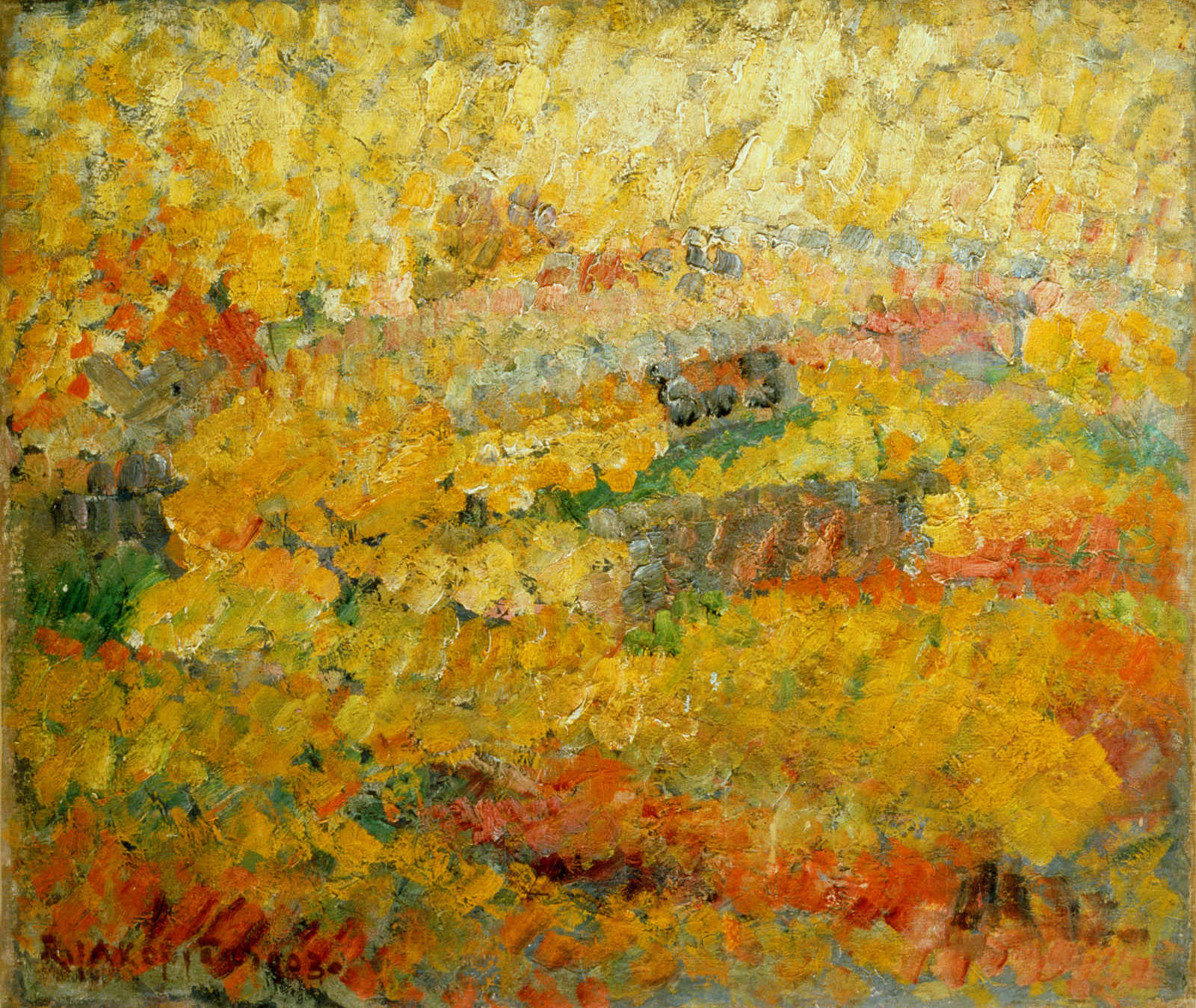
Colina soleada
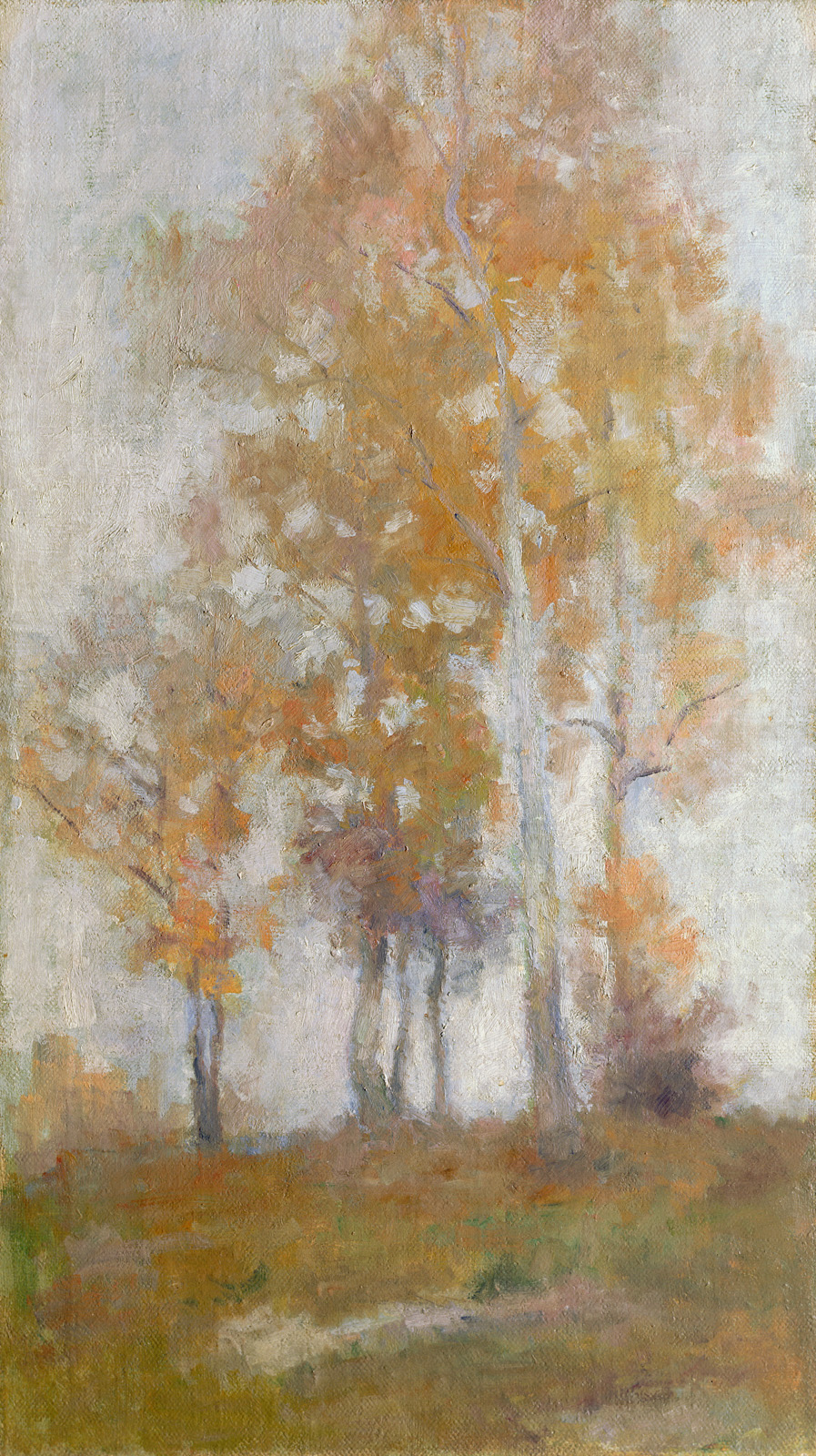
Abedules en otoño
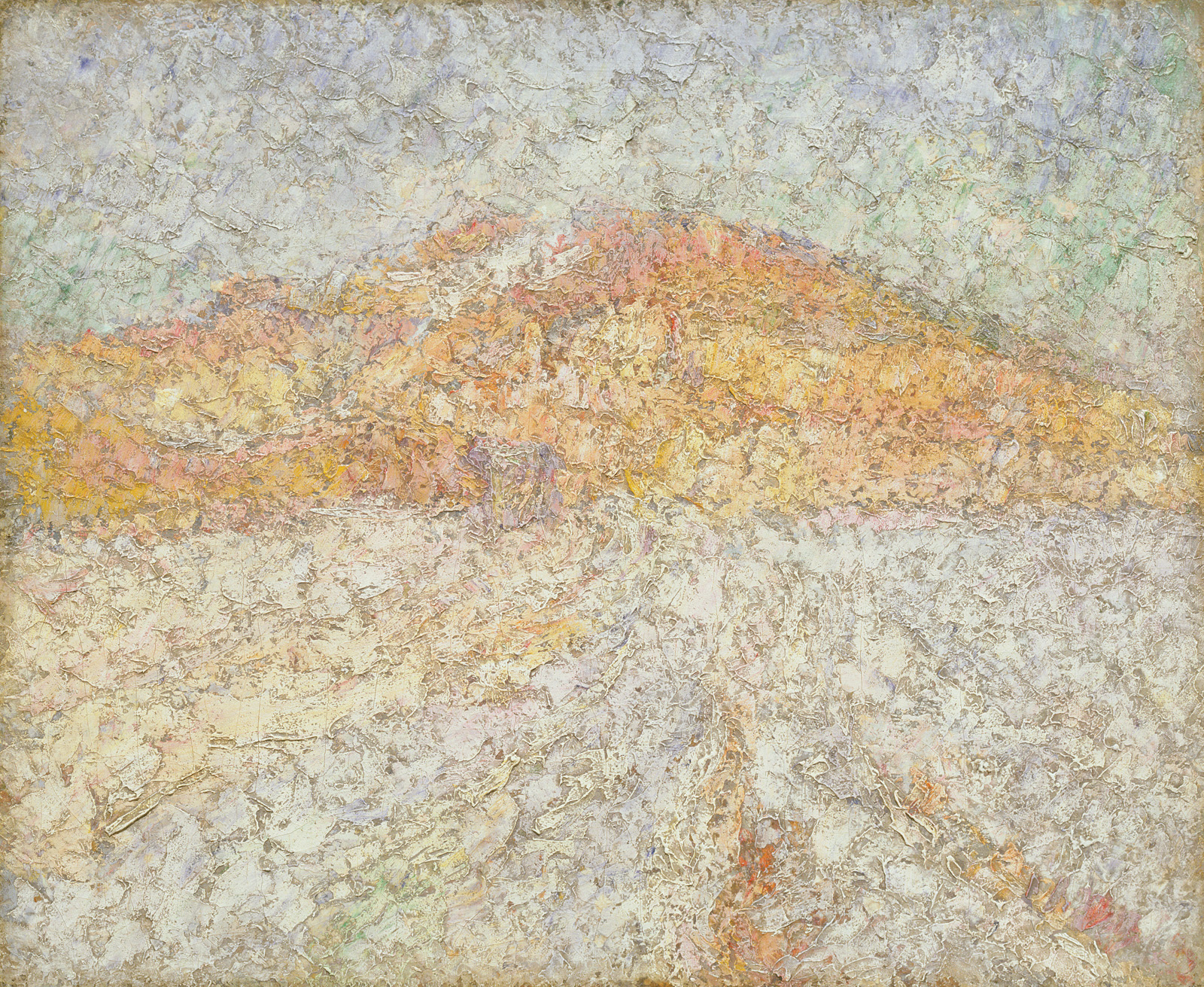
Kamnitnik bajo la nieve
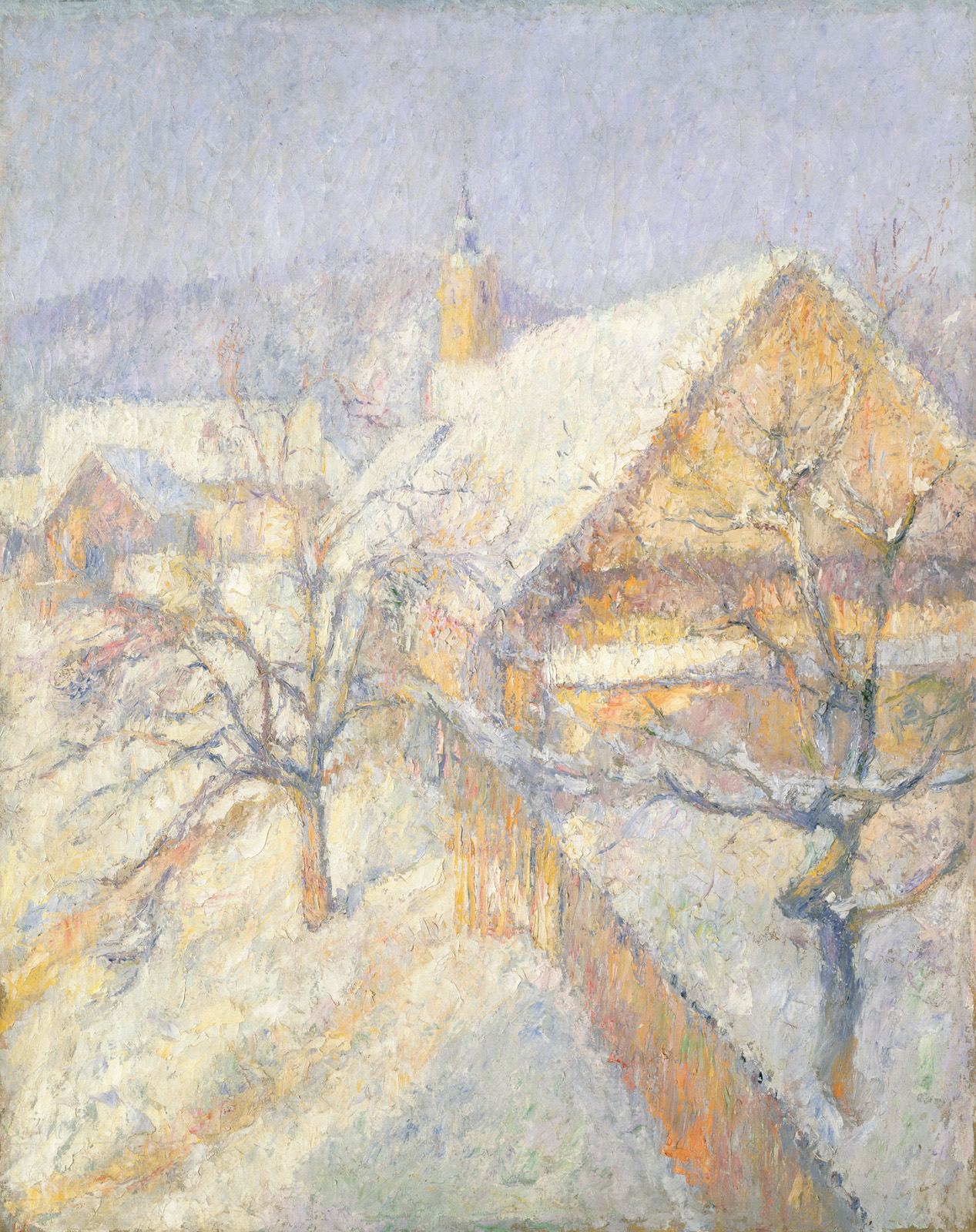
Invierno
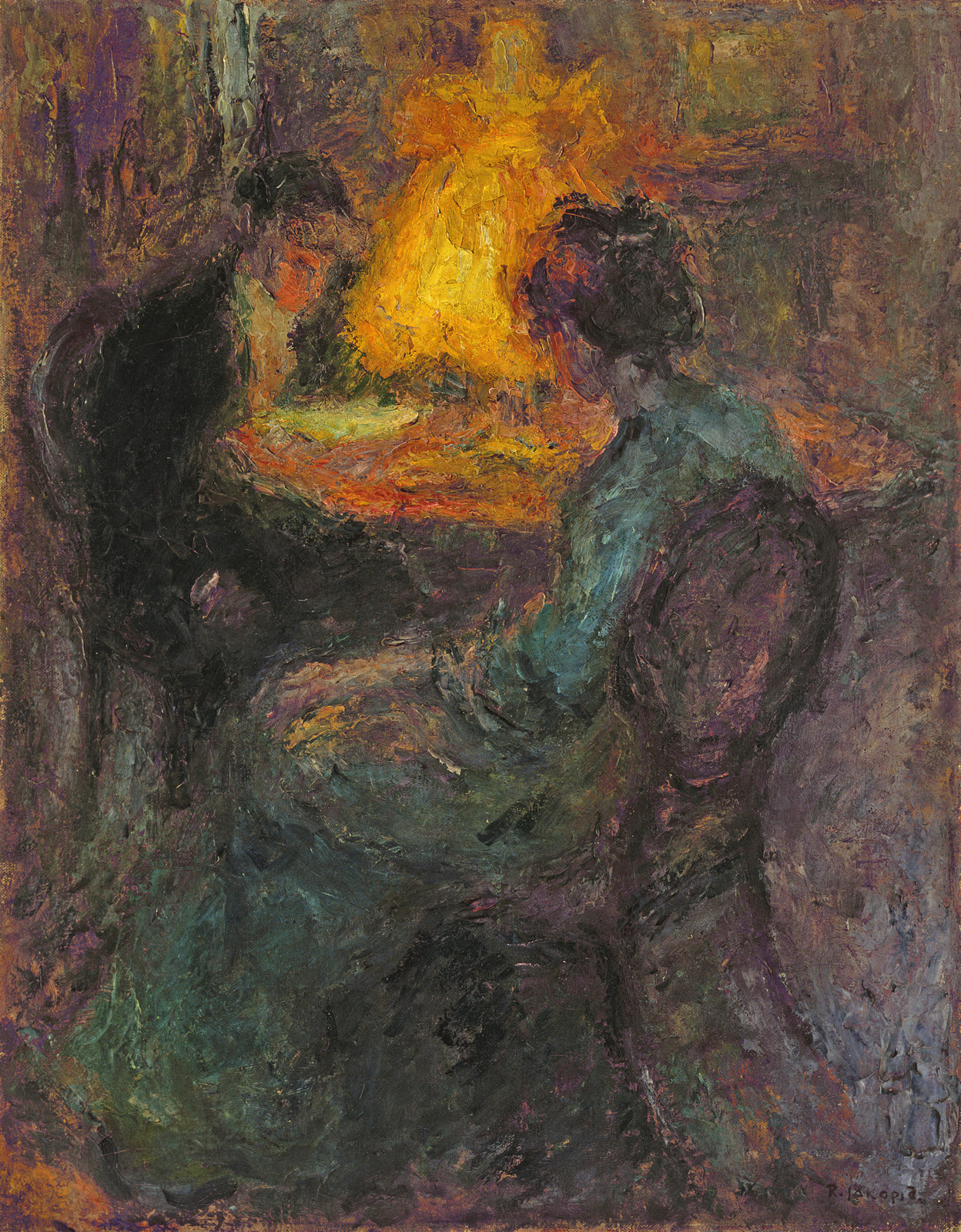
Junto a la lámpara
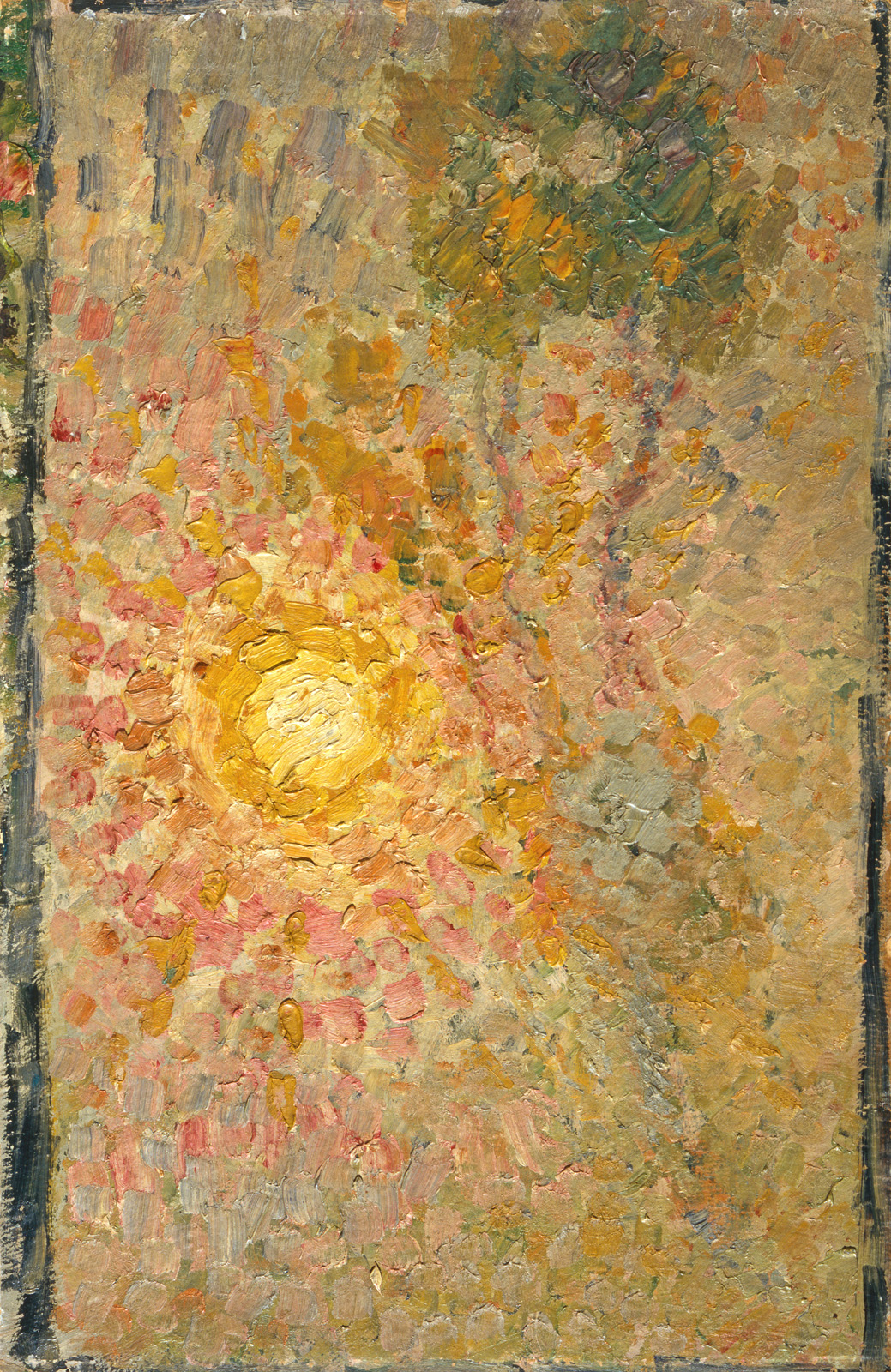
Estudio del sol
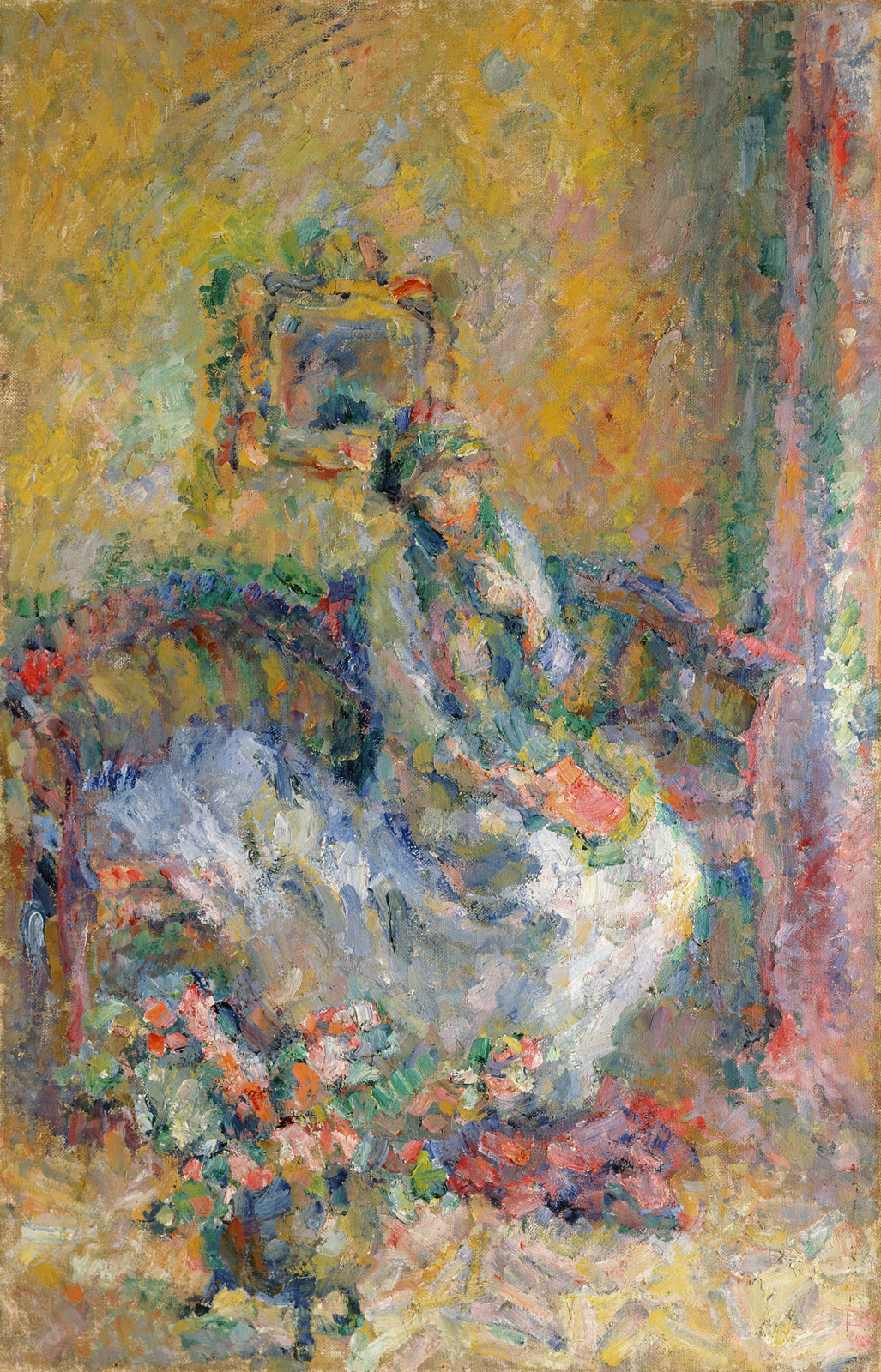
Recuerdos
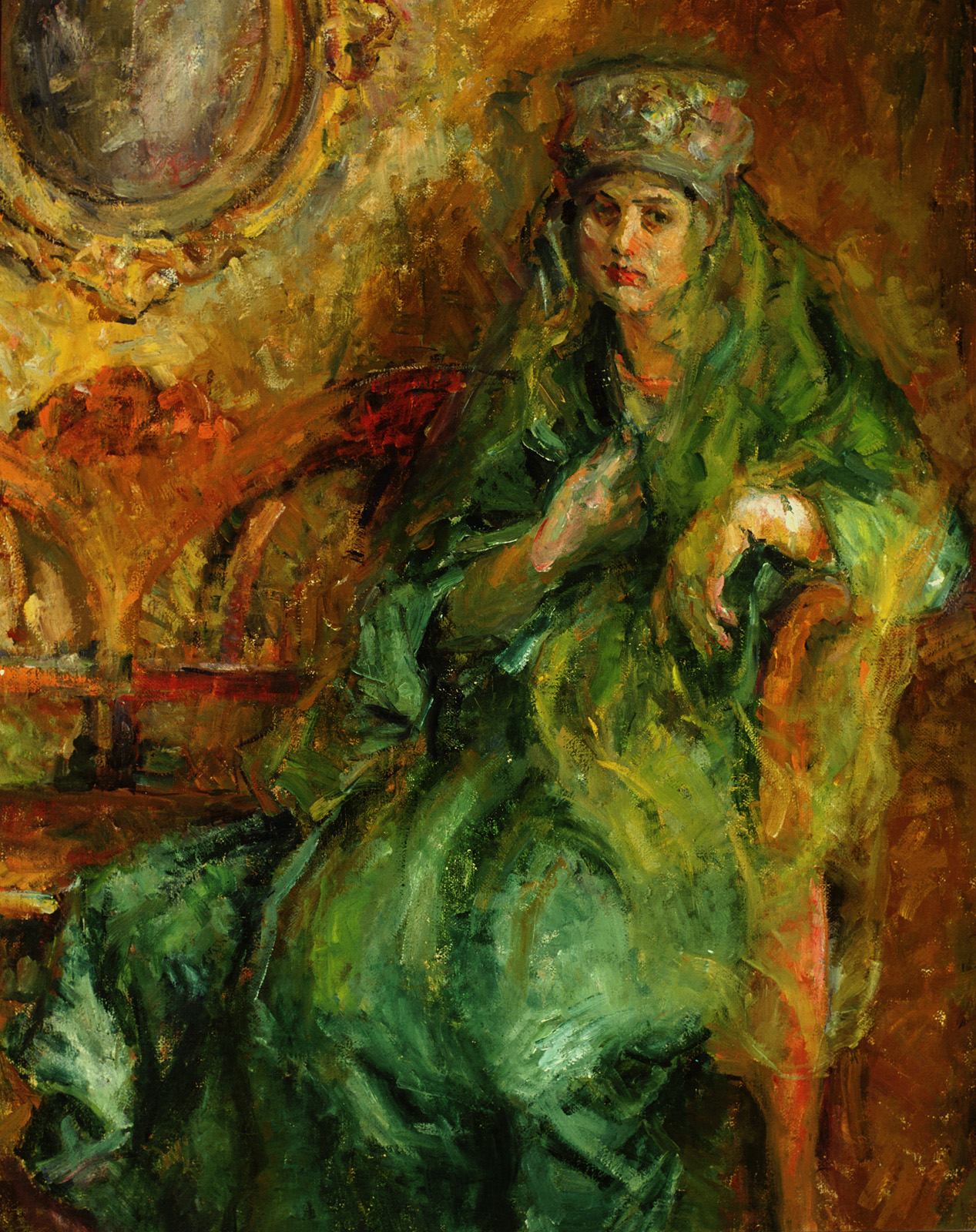
El velo verde
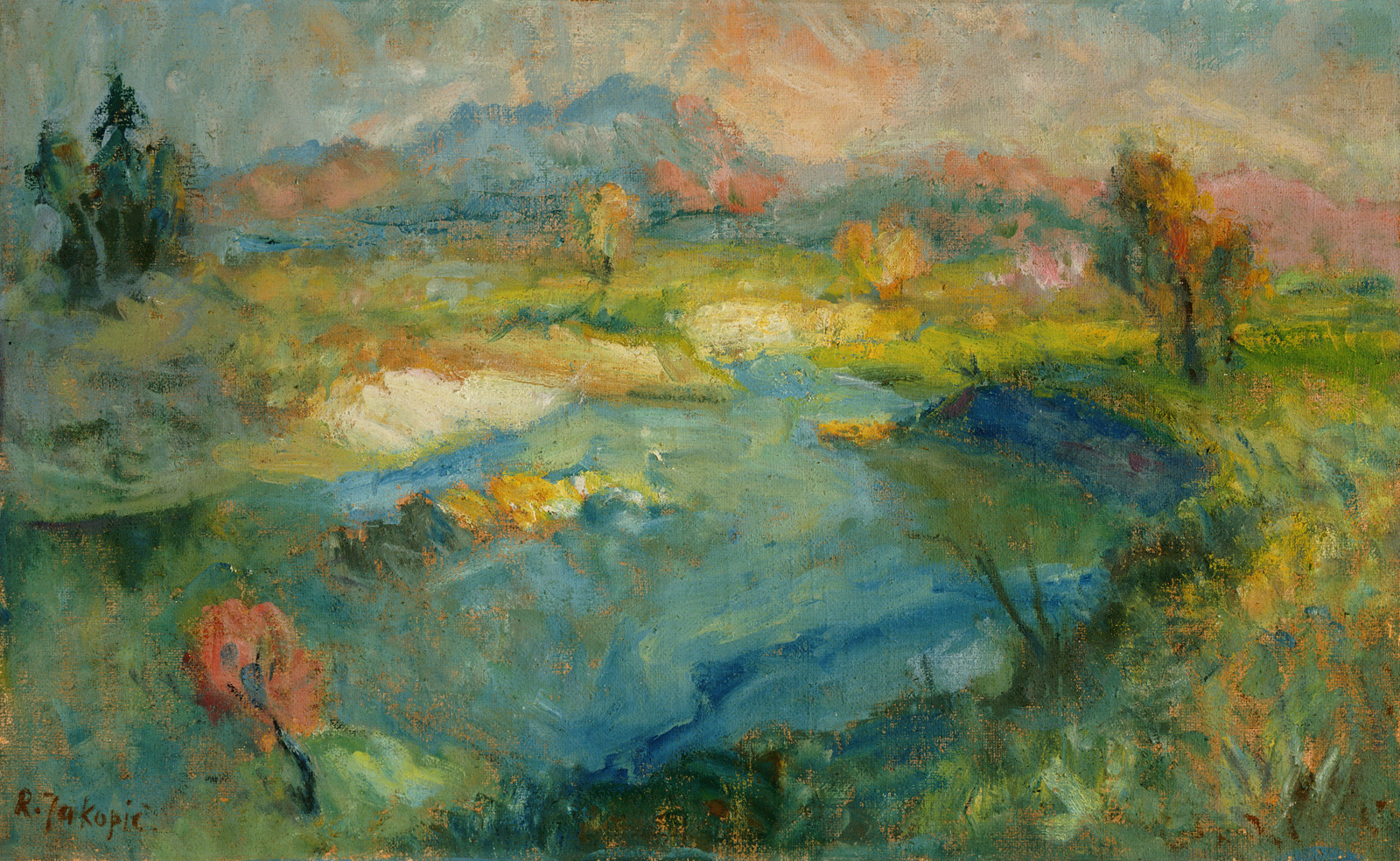
Tarde en el Sava
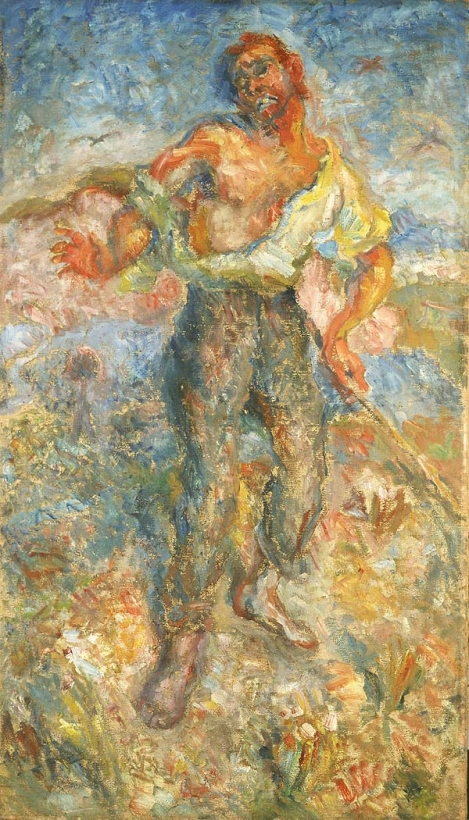
El ciego